# Африканская экспедиция Рузвельта
Африканская экспедиция Смитсоновского института–Рузвельта — экспедиция в тропическую Африку в 1909–1911 годах под руководством бывшего президента США Теодора Рузвельта. Она была профинансирована Эндрю Карнеги и Смитсоновским институтом. Целью экспедиции был сбор образцов для нового музея естественной истории Смитсоновского института, известного сейчас как Национальный музей естественной истори. Экспедиция собрала около 11 400 образцов животных, на каталогизацию которых у натуралистов Смитсоновского института ушло восемь лет.
Поездка включила в себя также общение с местными лидерами и высокопоставленными лицами. После экспедиции Рузвельт описал экспедицию в своей книге «Тропы африканской охоты».

## Организация экспедиции
Экспедиция была предложена Рузвельту зоологом Хартом Мерриамом и одобрена действующим на то время секретарём Смитсоновского института — Чарлзом Уолкоттом.

## Участники экспедиции и снаряжение
Группу вёл охотник-следопыт Р. Дж. Каннингем. Среди участников экспедиции были: австралийский снайпер Лесли Тарлтон, три американских натуралиста — Эдгар Александр Мирнс, отставной хирург армии США и таксидермист Стэнфордского университета Эдмунд Хеллер. Также в экспедиции приняли участие специалист по млекопитающим Джон Олден Лоринг и 19-летний сын Рузвельта Кермит, находящийся в отпуске в Гарварде. В состав экспедиции также входило большое количество носильщиков, артиллеристов, конников, палаточников и охранников аскари, а также 250 местных проводников и охотников.
Снаряжение включало в себя материалы для консервации шкур животных, в том числе порошкообразную буру, ватный ватин, четыре тонны соли, оружие и другое оборудование, от фонарей до швейных игл. Рузвельт взял с собой винтовку M1903 Springfield калибра 30-03 и, для более крупной дичи, винтовку Winchester 1895 калибра .405 Winchester. Рузвельт также привёз свою «Библиотеку из свиной кожи» — коллекцию из 59 классических книг в переплётах из свиной кожи.

## Хронология и маршрут
Партия отправилась из Нью-Йорка на пароходе «Гамбург» 23 марта 1909 года, вскоре после окончания президентства Рузвельта 4 марта. «Гамбург» прибыл в Неаполь, где группа пересела на борт «Адмирала», корабля под немецким флагом, позволившего экспедиции погрузить большее количество боеприпасов. На борту «Гамбурга», Рузвельт встретил Фредерика Кортни Селуса, своего давнего друга, который отправлялся на своё собственное сафари, частично в тех же районах, что и экспедиция.
Экспедиция использовала для передвижения поезд, пароход, лошадей и верблюдов.
Группа высадилась в Момбасе, Британская Восточная Африка (в настоящее время Кения) 21 апреля 1909 года, отправилась в Бельгийское Конго (в настоящее время Демократическая Республика Конго), затем по Нилу в Хартум (на территории современного Судана). Группа Рузвельта охотилась за образцами для Смитсоновского института, Американского музея естественной истории в Нью-Йорке и музея Сан-Франциско.
Рузвельт вернулся в Соединённые Штаты в июне 1910 года.

## Итоги экспедиции
Экспедиция убила или поймала примерно 11 397 животных. По подсчётам Теодора Рузвельта, в эту цифру входило около четырёх тысяч птиц, две тысячи рептилий и амфибий, пятьсот рыб и 4897 млекопитающих (по другим источникам цифра составляет 5103). Вместе с морскими, наземными и пресноводными моллюсками, крабами, жуками и другими беспозвоночными, не учитывая нескольких тысячах растений, число всех собранных образцов составило 23151 штуку. Отдельную коллекцию составили этнографические объекты. На каталогизацию всего материала привезённого экспедицией ушло восемь лет. Самые крупные животные, застреленные Теодором и Кермитом Рузвельтами, перечислены на страницах 457–459 его книги «Африканские охотничьи тропы». Всего их 512, из них 43 птицы. Число убитых крупных животных составило 18 львов, 3 леопарда, 6 гепардов, 10 гиен, 12 слонов, 10 буйволов, 9 (ныне очень редких) черных носорогов и 97 белых носорогов. Большинство из 469 крупных млекопитающих, не являющихся крупной дичью, включали 37 видов и подвидов антилоп. Экспедиция съела 262 животных, которые обеспечил свежим мясом большое количество носильщиков, нанятых для обслуживания экспедиции. Тонны соленых животных и их шкур были отправлены в Вашингтон, округ Колумбия. По поводу большого количества убитых животных Рузвельт сказал: «Меня можно осудить только в том случае, если будет осуждено существование Национального музея, Американского музея естественной истории и всех подобных зоологических учреждений».
Хотя сафари проводилось во имя науки, оно было в такой же степени политическим и общественным мероприятием, как обычная охота. Рузвельт общался с известными профессиональными охотниками и семьями землевладельцев, а также встречался со многими коренными народами и местными лидерами, которых он противопоставил афроамериканцам, говоря: «...приятно осознавать огромный прогресс, достигнутый американскими неграми, сравнивая его с неграми, которые живут в Африке и не затронутые или лишь слегка затронутые влиянием белых людей».
Рузвельт стал пожизненным членом Национальной стрелковой ассоциации Америки в качестве президента в 1907 году, оплатив взнос в размере 25 долларов. Позже он написал подробный отчёт об экспедиции в книге «Тропы африканских диких животных», в которой описал азарт погони, людей, которых он встретил, а также флору и фауну.

Рузвельт любил охоту, но также был заядлым защитником природы. В книге «Африканские охотничьи тропы» он осудил массовое убийство дичи: «бойня дичи так же нежелательна, как и любая форма бессмысленной жестокости и варварства», хотя и отметил, что «протест против любой охоты на дичь является признаком мягкости ума, а не здравомыслия». Будучи пионером в области сохранения дикой природы в США, он поддержал попытки британского правительства в создании первых заповедников на территории Африки.
1. 1 2  Theodore Roosevelt. Wild man and wild beast in africa ((англ. )) // National Geographic : журнал. — 1911. — Январь. — С. 1. — ISSN 0027-9358.
2. ↑  President Roosevelt's African Trip. Science. 28 (729): 876–877. 18 декабря 1908. Bibcode:1908Sci....28..876.. doi:10.1126/science.28.729.876. JSTOR 1635075. PMID 17743798.
3. 1 2  Smithsonian-Roosevelt African Expedition. National Museum of Natural History: Celebrating 90 Years. Smithsonian Institution, National Museum of Natural History. Дата обращения: 20 июня 2013. Архивировано из оригинала 12 апреля 2013 года.
4. ↑  Brian Herne, White Hunters: The Golden Age of African Safaris (Henry Holt, 1999), pp. 8–9.
5. ↑  Edmund Morris, Colonel Roosevelt (Random House, 2010), pp. 8–9.
6. ↑  Edmund Morris, Colonel Roosevelt (Random House, 2010), p. 9.
7. 1 2  Edmund Morris, Colonel Roosevelt (Random House, 2010), p. 8.
8. ↑  Darrin Lunde, The Naturalist: Theodore Roosevelt, a Lifetime of Exploration, and the Triumph of American Natural History (Broadway, 2016), pp. 193–194.
9. ↑  Dan Aadland, In Trace of TR: A Montana Hunter's Journey (University of Nebraska Press, 2010), pp. 64–65.
10. ↑  Darrin Lunde, The Naturalist: Theodore Roosevelt, a Lifetime of Exploration, and the Triumph of American Natural History (Broadway, 2016), p. 194.
11. ↑  Darrin Lunde, The Naturalist: Theodore Roosevelt, a Lifetime of Exploration, and the Triumph of American Natural History (Broadway, 2016), p. 195.
12. ↑  Darrin Lunde, The Naturalist: Theodore Roosevelt, a Lifetime of Exploration, and the Triumph of American Natural History (Broadway, 2016), pp. 195–196.
13. 1 2 3  Theodore Roosevelt. African Game Trails: An Account of the African Wanderings of an American Hunter-naturalist. Illustrated. — Charles Scribner's Sons, 1910.
14. ↑  Theodore Roosevelt and the Environment. American Expierience. Public Broadcasting Service. Дата обращения: 5 декабря 2023. Архивировано 31 октября 2023 года.
15. 1 2 3  Roosevelt African Expedition Collects for SI. Smithsonian Institution Archives. Дата обращения: 10 апреля 2012. Архивировано 10 декабря 2012 года.
16. ↑  Research Guides: Theodore Roosevelt's Africa Expedition: Topics in Chronicling America : Introduction. Дата обращения: 30 апреля 2024. Архивировано 13 апреля 2024 года.
17. ↑  Raymond, Emilie. From my cold, dead hands: Charlton Heston and American politics. — University Press of Kentucky, 2006. — P. 246. — ISBN 978-0-8131-2408-7.